# Glaphyra tarsata
Glaphyra tarsata là một loài bọ cánh cứng trong họ Cerambycidae.